# Evangelische Kirche Steinbach

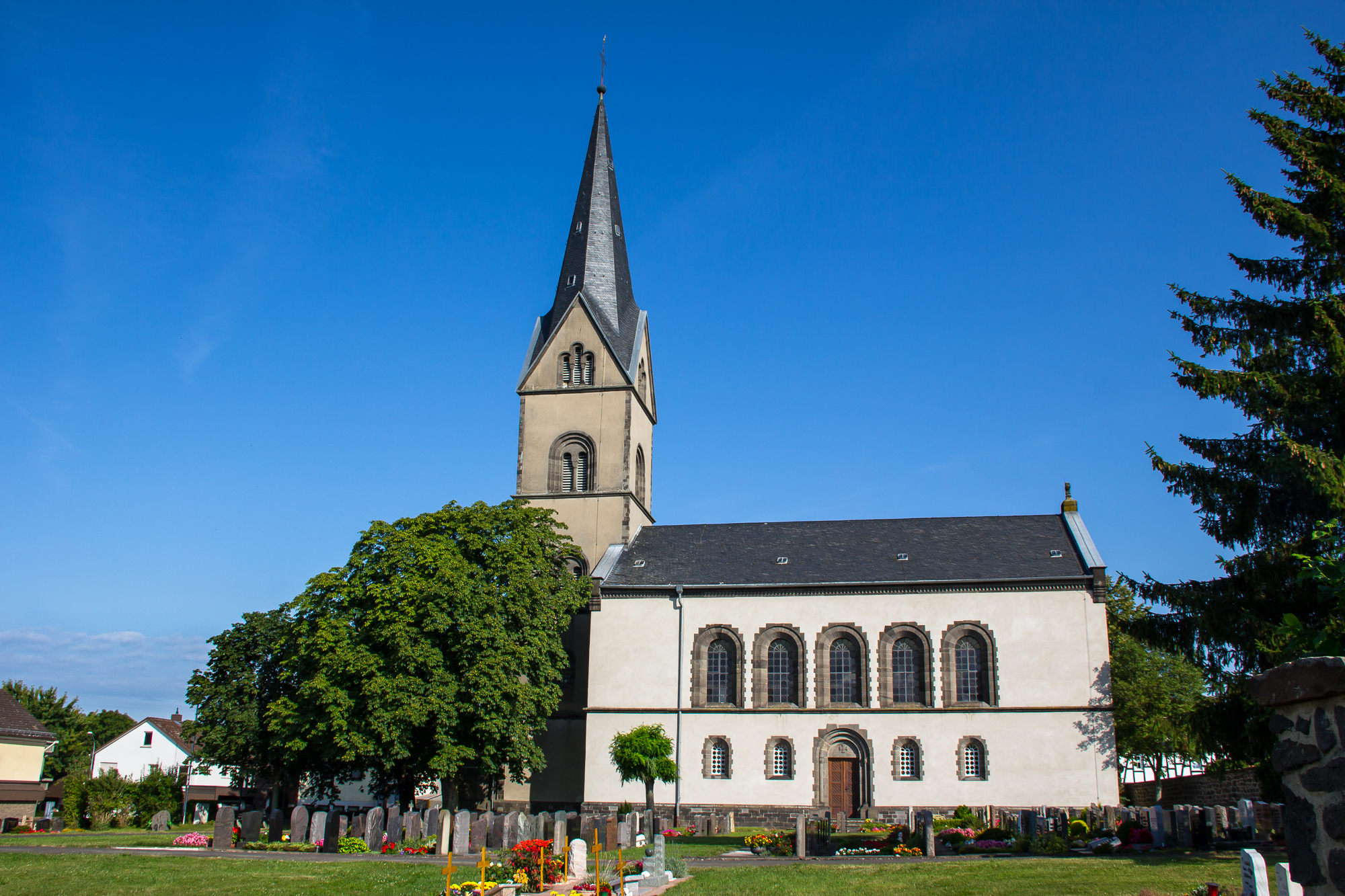
Südostseite der Steinbacher Kirche

Die Evangelische Kirche in Steinbach in der hessischen Gemeinde Fernwald wurde zwischen 1845 und 1848 im Stil der Neuromanik errichtet. Sie prägt das Ortsbild und ist hessisches Kulturdenkmal.

## Geschichte

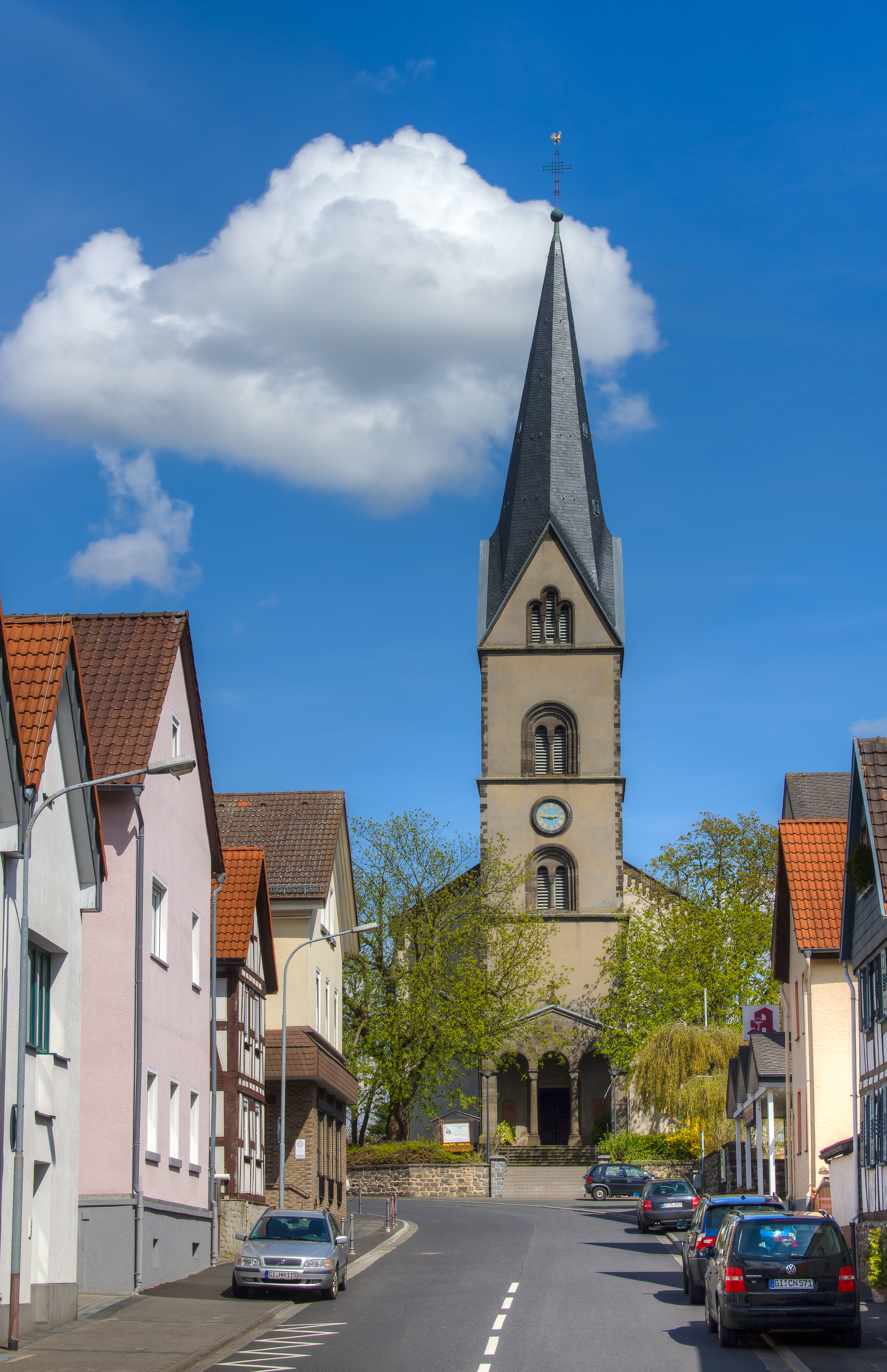
Kirchturm von der Straßenseite

Eine Vorgängerkapelle in Steinbach wird erstmals im Jahr 1258 erwähnt (capella in Steynbac), als in einer Kämmererurkunde von Propst Hartmut von Trohe die Abgaben für Kloster Schiffenberg angeführt werden. Bis zu diesem Zeitpunkt gehörte die Kapelle zur Erzdiözese Trier. Durch Fälschung einer Urkunde aus dem Jahr 1141 erschien Steinbach neben fünf anderen Dörfern pfarrrechtlich dem Kloster unterstellt. Weitere gefälschte Dokumente dienten dazu, die Täuschung abzusichern. Im Verlauf dieses Disputs ließ der hessische Landgraf Heinrich I. sich täuschen und verzichtete im Jahr 1285 auf das Kirchenpatronat und die entsprechenden Einkünfte zugunsten der Schiffenberger Chorherren. Im Zuge der Reformation wechselte Steinbach 1532 zum evangelischen Glauben, unterstand kirchenrechtlich aber noch bis 1838 der Mutterkirche auf dem Schiffenberg. Als erster evangelischer Pfarrer wirkte von 1561 bis 1573 Friedrich Fanilius. In seinem Antrittsjahr erscheint Steinbach als Filiale vom Schiffenberg. 1607 wurde Watzenborn zur selbstständigen Pfarrei erhoben und von Steinbach getrennt. 1838 wurde Albach eingepfarrt.
Das rechteckige romanische Gebäude mit quadratischem Ostturm und gestuftem Spitzhelm reichte im 19. Jahrhundert, als die Einwohnerzahl Steinbachs stark anstieg, den Erfordernissen nicht mehr aus. An derselben Stelle entstand in den Jahren 1845 bis 1848 nach Plänen des landgräflichen Provinzialbaumeisters Friedrich Wilhelm Müller aus Gießen ein Neubau. Nach dessen Tod übernahm der Baumeister Holzapfel die Bauleitung. Die Grundsteinlegung erfolgte am 4. Juni 1845, Turmknopf und -kreuz wurden am 1. Oktober 1847 angebracht und die Einweihung der Kirche fand im Revolutionsjahr am 3. September 1848 statt. Bis Anfang 1847 fanden die Gottesdienste noch in der mittelalterlichen Kirche statt. Nach dem Abbruch der alten Kirche wurden die Baumaterialien teils für den Kirchenneubau wiederverwendet. Einschließlich Orgel und der neuen Glocken beliefen sich die Gesamtkosten auf 44.400 Gulden, von denen die bürgerliche Gemeinde 19.000 Gulden übernahm.
Bereits 1859 mussten aufgrund schlechten Materials Fassadensteine aus der Nord-Ostseite Richtung Albach ersetzt werden. 1872 erhielt die Kirche zwei große Heizöfen, die 1892 durchgebrannt waren und im gleichen Jahr durch einen neuen Ofen ersetzt wurden. Der Altarbereich wurde 1890/91 durch Vorverlegung der Chortreppe vergrößert. Am 22. Juni 1892 entstand durch Blitzeinschlag Schaden am Gebäude und der Inneneinrichtung. Die Einweihung des Kriegerdenkmals vor der Kirche für die Kriegsteilnehmer von 1870/1871 fand am 2. September 1900 statt. Die in den 1880er Jahren angeschafften Petroleumlampen wurden 1915 durch elektrisches Licht ersetzt. 1920 wurde links von der Kirche ein Ehrenmal für die gefallenen Soldaten aus Steinbach aufgestellt, das 1925 durch Einzelsteine in Kreuzform mit Namen und Daten der Gefallenen ergänzt wurde. Der Kirchturm wurde 1923 repariert, Turmdach und Wetterhahn 1938 erneuert, der Turm schließlich 1966/1967 saniert. 1976 folgte eine umfassende Innenrenovierung der Kirche. 1982, 1987 und 1999 waren weitere Renovierungsarbeiten am Turm erforderlich, 2000 wurde er neu eingedeckt.

## Architektur

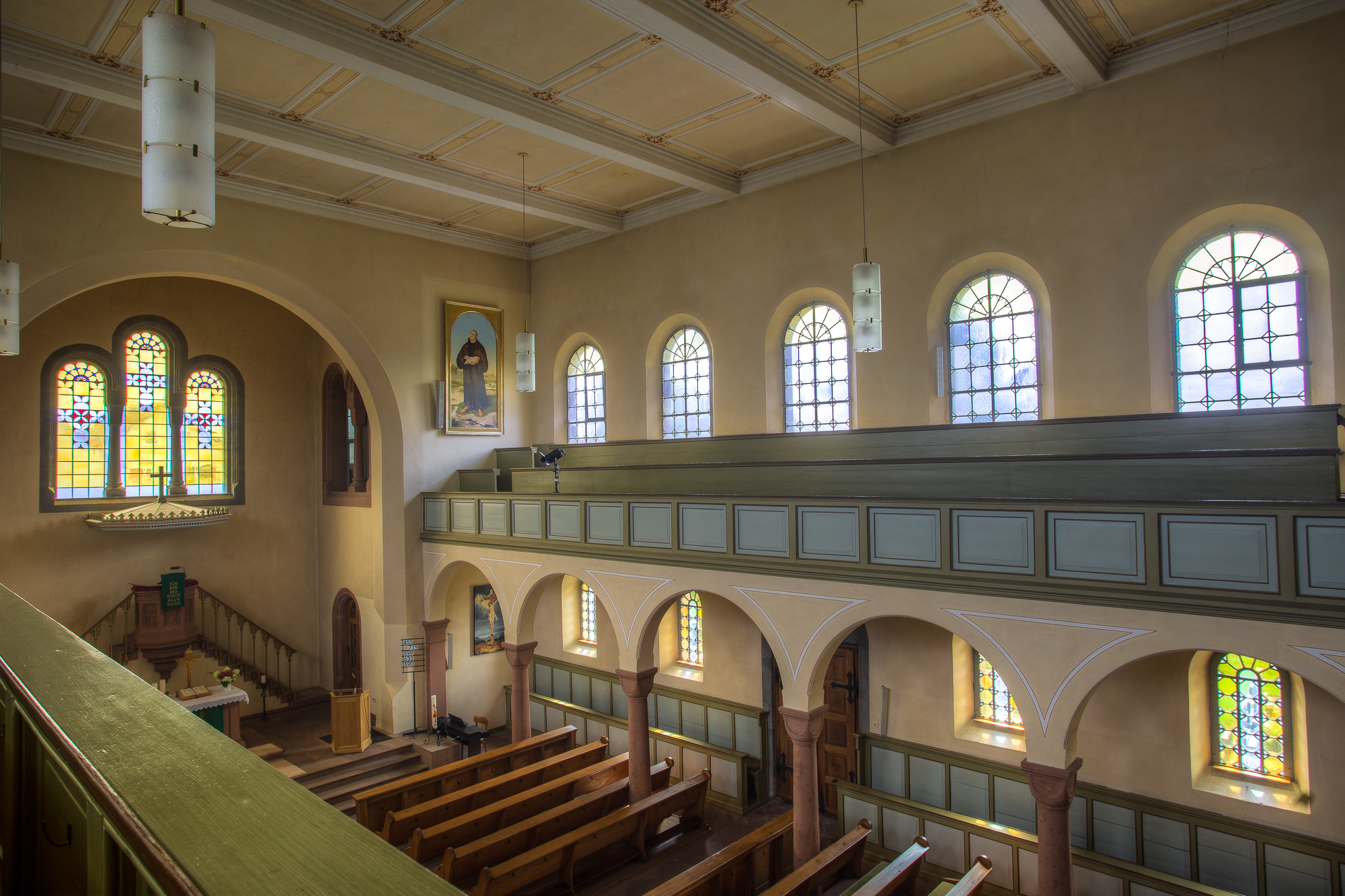
Rundbogenfenster und Arkaden

Die Saalkirche auf rechteckigem Grundriss wird von einem flachen Satteldach abgeschlossen. Im Südwesten ist ein fünfgeschossiger, verputzter Turm angebaut, der auch als Haupteingang dient. Der Turm weist Lungstein-Eckquader auf. Die Bruchsteine stammen überwiegend aus Londorf, der Lungstein für die Fensterlaibungen teils aus Hohenstein. Dem Turm ist eine offene Arkadenvorhalle vorgebaut, die drei Rundbögen aufweist. Im dritten und vierten Turmgeschoss werden gekuppelte Doppelfenster von rundbogigen Feldern umschlossen. Im fünften Geschoss finden sich in den dreieckigen Giebeln zu allen Seiten Drillingsfenster. Das Uhrwerk wurde aus dem Vorgängerbau übernommen. Ein schlanker Oktogon-Spitzhelm wird von einem Turmknopf mit Kreuz und Wetterhahn bekrönt. Die Höhe beträgt bis zur Unterkante der Kugel 45,6 Meter, bis zum Wetterhahn 50 Meter.
Ein Gesims gliedert die beiden Geschosse des verputzten Kirchenschiffs. An den beiden Langseiten sind in den oberen Zonen je fünf große Rundbogenfenster angebracht. Darunter befinden sich kleinere Rundbogenfenster und jeweils mittig ein rundbogiges Portal mit zweifach abgestuften Lungstein-Gewände. An der Chorseite im Nordosten befindet sich ein Drillingsfenster, das von zwei Rundbogenfenstern flankiert wird. Der Giebel wird durch eine sechsteilige Fensterrose und einen Fries belebt. Über das südliche Portal wird der angrenzende Friedhof erreicht, dessen Gelände 4085 m2 groß ist. Die äußere Gliederung des Schiffs wird im Inneren aufgegriffen.

## Ausstattung

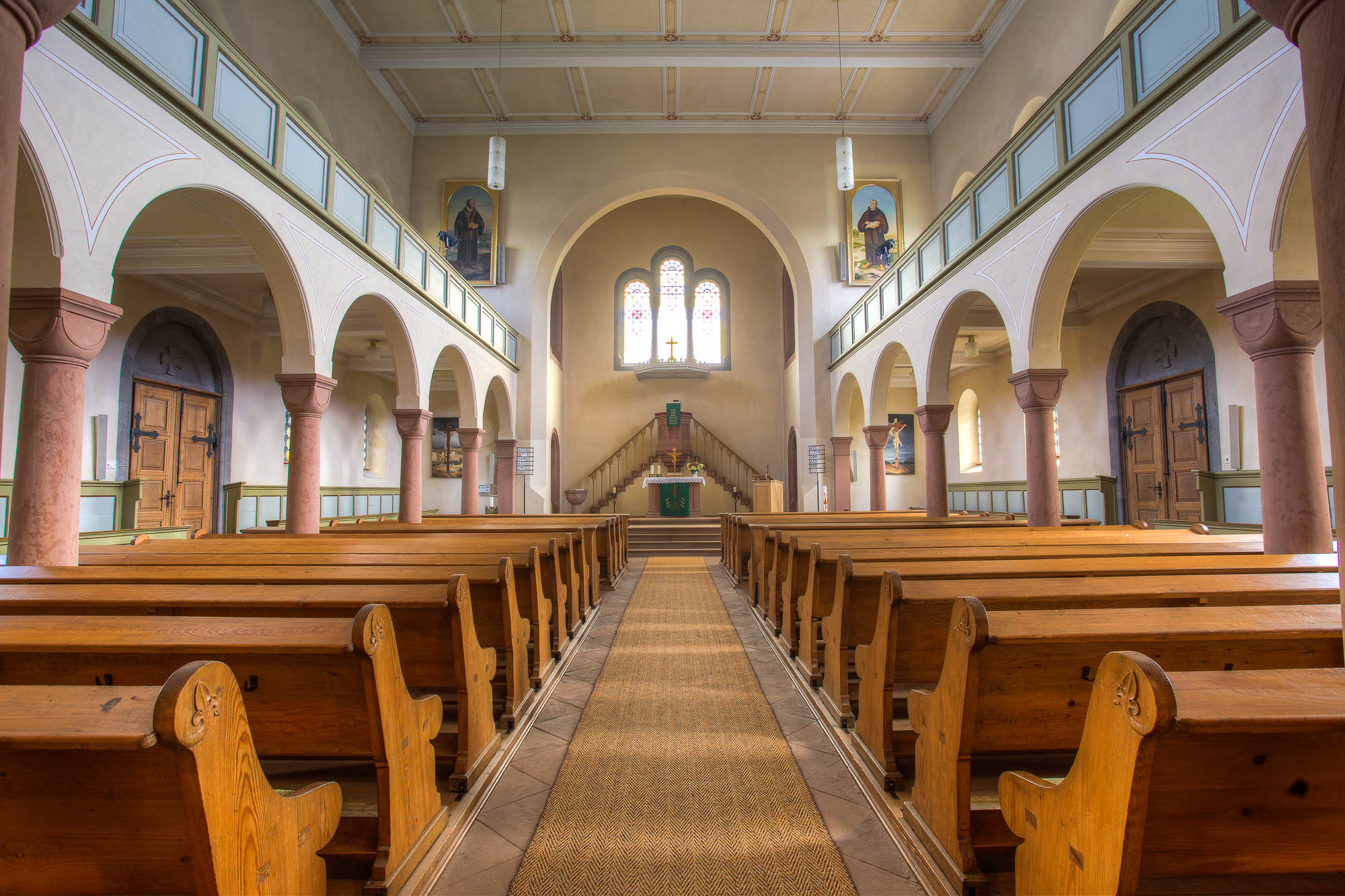
Innenraum Richtung Nordosten

Der flachgedeckte Innenraum wird von einer Kassettendecke abgeschlossen. Die Innenausstattung datiert aus der Erbauungszeit der Kirche. Aus dem Vorgängerbau wurde das Epitaph des Pfarrers Wolfgang Rompf und seiner Ehefrau Walpurg geb. Wolff aus dem Jahr 1595 übernommen. Eine dreiseitig umlaufende Empore ruht auf großen Rundbogen-Arkaden, die auf Rundbogensäulen mit Kapitellen stehen. Die Brüstung wird durch hölzerne Kassetten gegliedert. Der nordöstliche Chorbereich wird durch einen großen Rundbogen vom Schiff abgetrennt. Axial ist unter einem Drillingsfenster die polygonale Kanzel aus rotem Sandstein angebracht, die über eine doppelläufige Treppe betreten werden kann. Der Schalldeckel wurde 1890 angebracht. Vor der Kanzel steht auf einer Stufe erhöht der Sandsteinaltar mit einem 2000 erworbenen Kruzifix und auf der linken Seite ein pokalförmiger Taufstein, der ebenfalls aus rotem Sandstein gefertigt ist und 1992 angeschafft wurde.
Der Chorbogen wird von großen Ölgemälden in vergoldetem Rahmen flankiert, die links Philipp Melanchthon, rechts Martin Luther unter einem Rundbogen zeigen. Ursprünglich flankierten die beiden Bilder die Kanzel. Nachdem 1999 das Lutherbild und ein weiteres Bild mit der Kreuzigung Jesu einem Einbruchdiebstahl zum Opfer fielen, schuf der Maler Jürgen A. R. Brand aus Butzbach hierfür Ersatz und später noch weitere Gemälde. Das originale Lutherbild im Stil der Nazarener schuf 1848 Anton Gastauer aus Krofdorf. Es wurde 2008 von der Stiftung Luther-Gedenkstätten Sachsen-Anhalt aus dem tschechischen Kunsthandel erworben und wird derzeit in Eisleben ausgestellt.

## Orgel

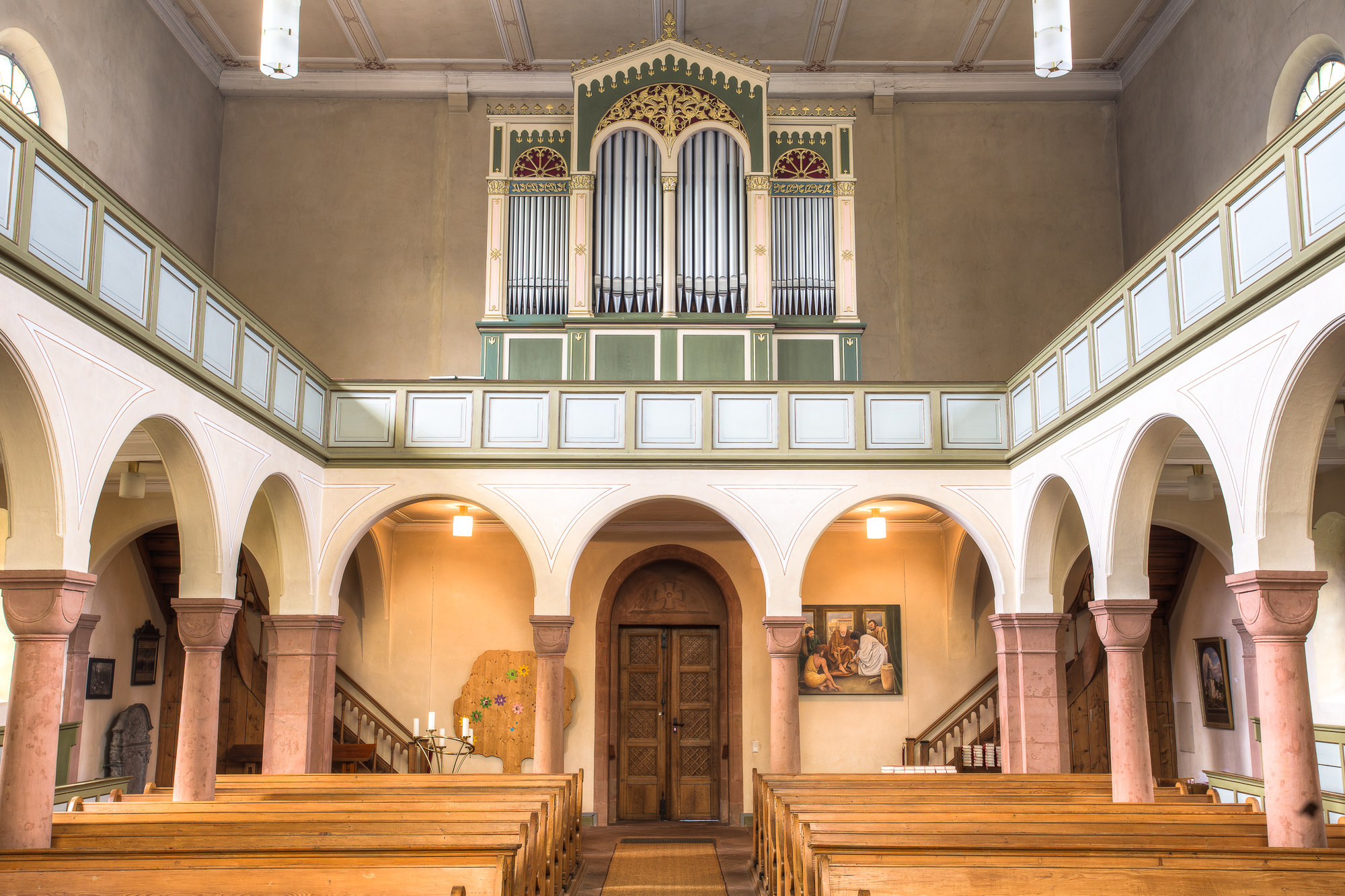
Förster-Orgel in Steinbach von 1849

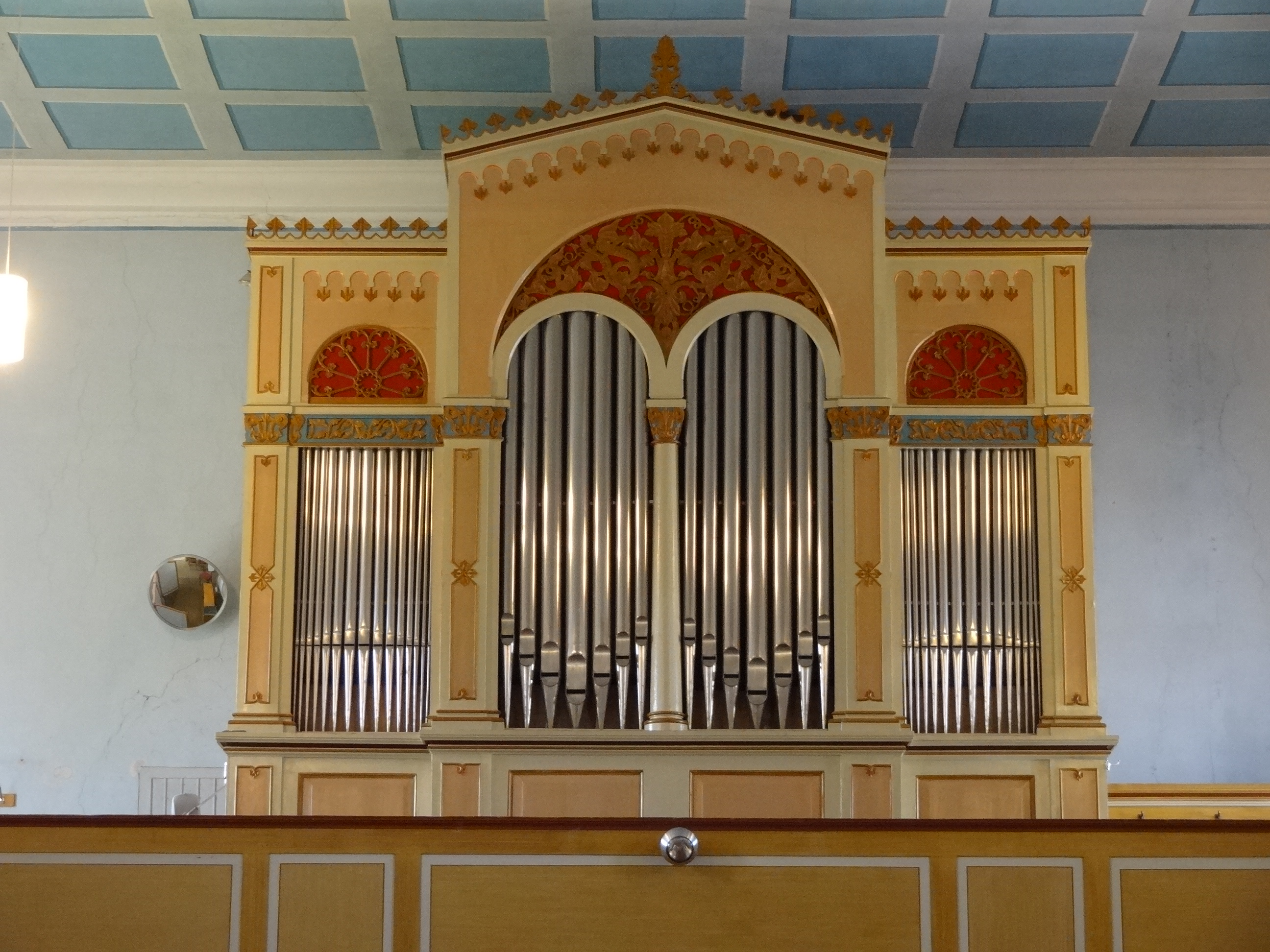
Bernhard-Orgel in Beuern von 1847 diente als Vorbild

Der Vorgängerbau erhielt erstmals im ersten Viertel des 18. Jahrhunderts eine Orgel, die um 1830 repariert wurde. Für den Kirchenneubau plante die Kirchengemeinde eine neue Orgel und vergab den Auftrag an Johann Georg Förster, dessen Mutter Anna Catharina geb. Schneider aus Steinbach stammte. Försters Entwurf vom 7. Juli 1846 wurde 1849 für 2548 fl 10 kr umgesetzt. Der Prospekt entspricht dem von Adam Karl Bernhard in Beuern aus dem Jahr 1847. Für Beuern hatte die Baubehörde einen Entwurf gemacht, der von Leib in Gießen ausgeführt wurde. Förster baute diesen Prospekt nach, dessen neuromanische Gestaltung sich organisch in den Steinbacher Kirchenneubau einfügte. Die vier Pfeifenfelder werden durch Pilaster gegliedert. Das überhöhte Mittelfeld mit flachem Giebel tritt risalitartig hervor. Darin sind zwei rundbogige Felder mit Kuppelbogen angebracht, die außen von zwei Rechteckfeldern flankiert werden. Eine große Rundbogenblende mit kunstvoll ausgeführtem, vergoldetem Rankenwerk überspannt das doppelte Mittelfeld, kleinere Rundbogenblenden mit halbkreisförmigen Fächerrosetten über einem reliefierten Fries die beiden Außenfelder. Das Gehäuse wird von einem Rundbogenfries mit vergoldeten Spitzen bekrönt.
Die Steinbacher Orgel war Försters erster zweimanualiger Neubau. Er stattete die Orgel mit Schleifladen aus, die Traktur ist mechanisch. Abgesehen von seiner Hungener Orgel (1876, II/P/25) blieb sie sein zweitgrößtes Werk. Die nicht etwa infolge einer schlechten Ausführung, sondern systembedingt etwas schwergängige Traktur im ersten Manual wurde von Förster selbst beklagt. Im Jahr 1870 ersetzte Förster die Viola di Gamba und fügte 1873 eine Physharmonika hinzu. Eine Überholung durch Förster fand im Jahr 1899 statt, nachdem das Instrument durch Blitzschlag Schaden genommen hatte. 1917 mussten die zinnernen Prospektpfeifen abgeliefert werden und wurden 1919 durch Zinkpfeifen ersetzt. 1977 erfolgte eine Instandsetzung durch Förster & Nicolaus Orgelbau und 2021/2022 eine weitere durch dieselbe Firma. Die seitenspielige Orgel verfügt über 24 Register, verteilt auf zwei Manuale und Pedal, und ist fast vollständig erhalten. Der eng mensurierte Prinzipal 8′ auf dem zweiten Manual ist der einzige von Förster, der erhalten ist und 1917 nicht für die Rüstungsindustrie abgeliefert werden musste. Die Disposition lautet:
| I Hauptwerk C–f3     |     |
| Bourdun              | 16′ |
| Principal            | 8′  |
| Hohlflöte            | 8′  |
| Viola-di-Gambe       | 8′  |
| Bourdun              | 8′  |
| Octave               | 4′  |
| Hohlflöte            | 4′  |
| Quinta               | 3′  |
| Super-Octav          | 2′  |
| Cornetto III (ab g0) |     |
| Mixtur IV            | 2′  |

| II Positiev C–f3 |    |
| Principal        | 8′ |
| Flauto-Dolce     | 8′ |
| Salicional       | 8′ |
| Octav            | 4′ |
| Gedackt          | 4′ |
| Nassatt          | 3′ |
| Spitzflöt        | 2′ |
| Physharmonika    | 8′ |

| Pedal C–c1     |     |
| Principal-Bass | 16′ |
| Violon-Bass    | 16′ |
| Sub-Bass       | 16′ |
| Oktav-Bass     | 8′  |
| Gedackt-Bass   | 8′  |

- Koppeln: II/I, I/P

Zusammensetzung der gemischten Stimmen
| Cornetto III |       |   |    |   |        |
| c0:          | 2 ⁄3′ | + | 2′ | + | 1 3⁄5′ |

| Mixtur IV 2′ |    |   |        |   |    |   |       |   |    |   |       |   |    |   |      |
| C:           |    |   |        |   |    |   |       |   | 2′ | + | 1 ⁄3′ | + | 1′ | + | 2⁄3′ |
| c0:          |    |   |        |   |    |   | 2 ⁄3′ | + | 2′ | + | 1 ⁄3′ | + | 1′ |   |      |
| c1:          |    |   |        |   | 4′ | + | 2 ⁄3′ | + | 2′ | + | 1 ⁄3′ |   |    |   |      |
| c2:          |    |   | 5 1⁄3′ | + | 4′ | + | 2 ⁄3′ | + | 2′ |   |       |   |    |   |      |
| c3:          | 8′ | + | 5 1⁄3′ | + | 4′ | + | 2 ⁄3′ |   |    |   |       |   |    |   |      |

## Glocken
Für den Kirchenneubau wurden 1847 von Friedrich Otto die alten Glocken eingeschmolzen und ein neues Dreiergeläut angeschafft (837 kg, 556 kg und 379 kg), das von der Kirche (mittlere Glocke) und der Gemeinde (große und kleine Glocke) bezahlt wurde. 1871 musste die kleine Glocke umgegossen werden, dies geschah bei Ph. H. Bach & Söhne in Windecken. 1917 wurden die große und die kleine Glocke durch die Firma Rincker ausgebaut. Beim Abseilen riss der Flaschenzug, die Glocke stürzte ab und ein kleines Stück brach aus dem Wolm. Ungeachtet dessen wurden die beiden Glocken später zum Sammelplatz gebracht. 1919 trat man in Verhandlungen mit F. W. Rincker für ein neues Geläut. Aus finanziellen Gründen musste man auf Bronze verzichten und beauftragte 1920 Rincker & Buderus (Wetzlar) zum Guss dreier Glocken „aus reinem Edelstahl“ zum Preis von 7,50 Mark pro Kilo. Trotz der günstigeren Glocken musste die verbliebene mittlere Bronzeglocke verkauft werden. Die gesamte Kosten für das neue Geläut betrugen 24.813 Mark.
| Nr. | Masse (kg) | Schlagton (HT-1/16) | Inschrift                                             |
| --- | ---------- | ------------------- | ----------------------------------------------------- |
| 1   | 863        | f1                  | „Ein feste Burg ist unser Gott“ [Luther]              |
| 2   | 518        | as1                 | „Ehre sei Gott in der Höhe“ [Luk 2,14]                |
| 3   | 378,5      | b1                  | „O Land, Land, Land, höre des Herrn Wort“ [Jer 22,29] |

## Pfarrer

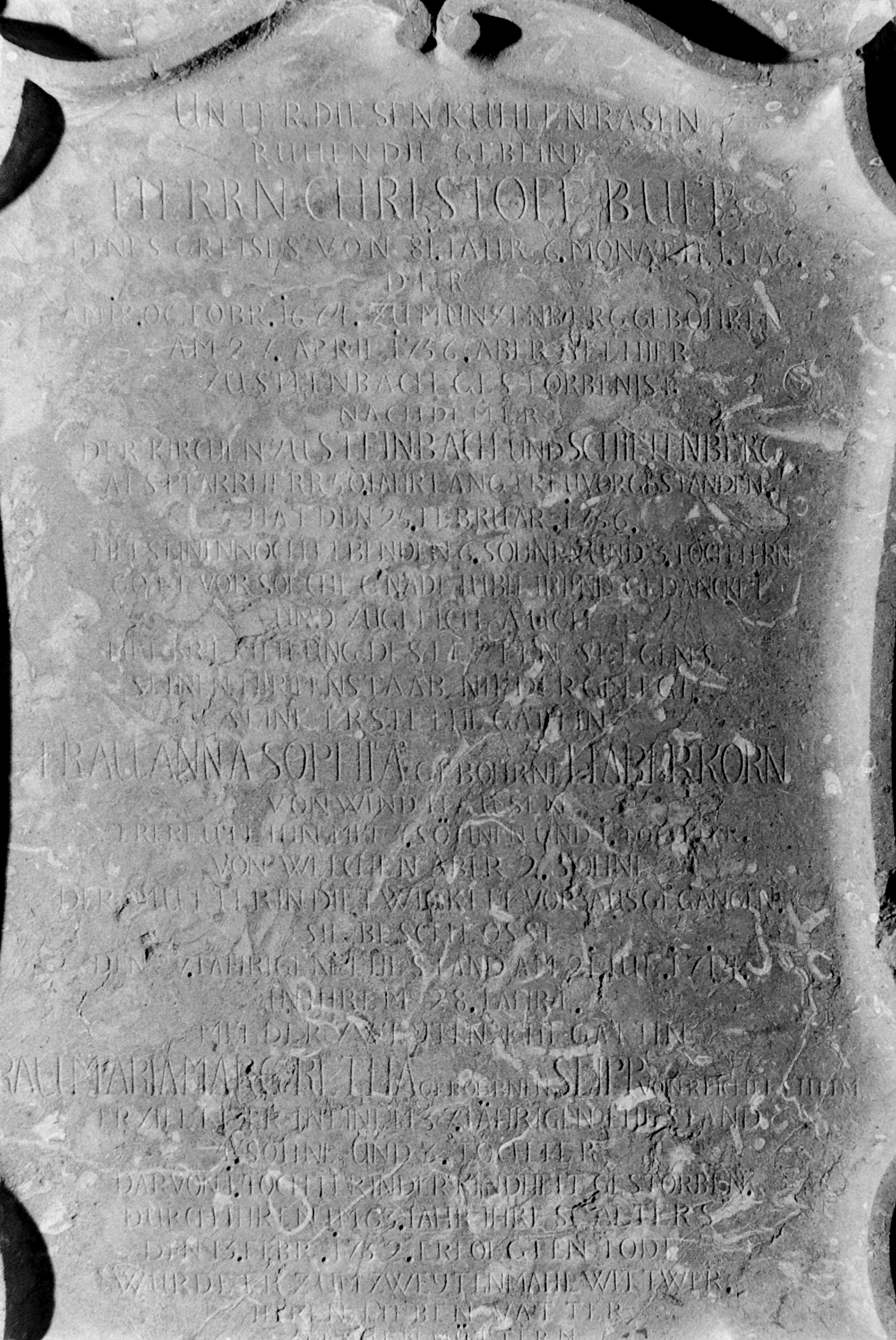
Grabmal von Pfarrer Johann Christoph Buff (18. Jh.)

Die Pfarrer Fanilius, Reifschneider und Leusler waren für Schiffenberg und Steinbach zuständig. Ab 1587 wohnten die Pfarrer in Steinbach. Die evangelischen Pfarrer sind lückenlos nachgewiesen.
- 1561–1573?: Friedrich Fanilius (1573 zudem Caspar Rächtenbach)
- 1573–15770: Johannes Reifschneider
- 1577–16200: Valentin Leusler
- 1620000000: Konrad Knies (verzichtete auf sein Amt, nachdem er in Homberg (Ohm) in einem Gemenge einen Bürger tödlich verwundet hatte)
- 1620–16330: Ludwig Wagner
- 1633–16350: Sebastian Heylandt
- 1635–16710: Caspar Bechtold
- 1671–16890: Conrad Philipp Bechtold (Sohn des Caspar Bechtold)
- 1689–17060: Johann Jacob Reccius
- 1706–17560: Johann Christoph Buff (Großvater von Charlotte Buff, geb. 1753, Goethes „Lotte“)
- 1757–17850: Alexander Christian Ludwig Schunke
- 1785–18060: Johann Wilhelm Becker
- 1806–18360: Karl Friedrich Stückrath
- 1838–18590: Karl Theodor Ludwig Völcker
- 1859–18820: Gustav Eigenbrodt
- 1883–18970: Wilhelm Georgi
- 1897–19090: Karl Haacke
- 1909–19220: Otto Köhler
- 1922–19230: Adolf Storck (Pfarrverwalter)
- 1923–19330: Wilhelm Krämer
- 1933–19500: Otto Wilhelm Döll
- 1950–19730: Wilhelm Volz
- 1974–19810: Louis Ferdinand von Zobeltitz
- 1981–20130: Ewald Steiner
- 2014–20230: Heike Düver